# NGC 1117
NGC 1117 é uma galáxia espiral na direção da constelação de Aries. O objeto foi descoberto pelo astrônomo Albert Marth em 1863, usando um telescópio refletor com abertura de 48 polegadas. Devido a sua moderada magnitude aparente (+14,3), é visível apenas com telescópios amadores ou com equipamentos superiores. 